# Симфонический оркестр Вупперталя

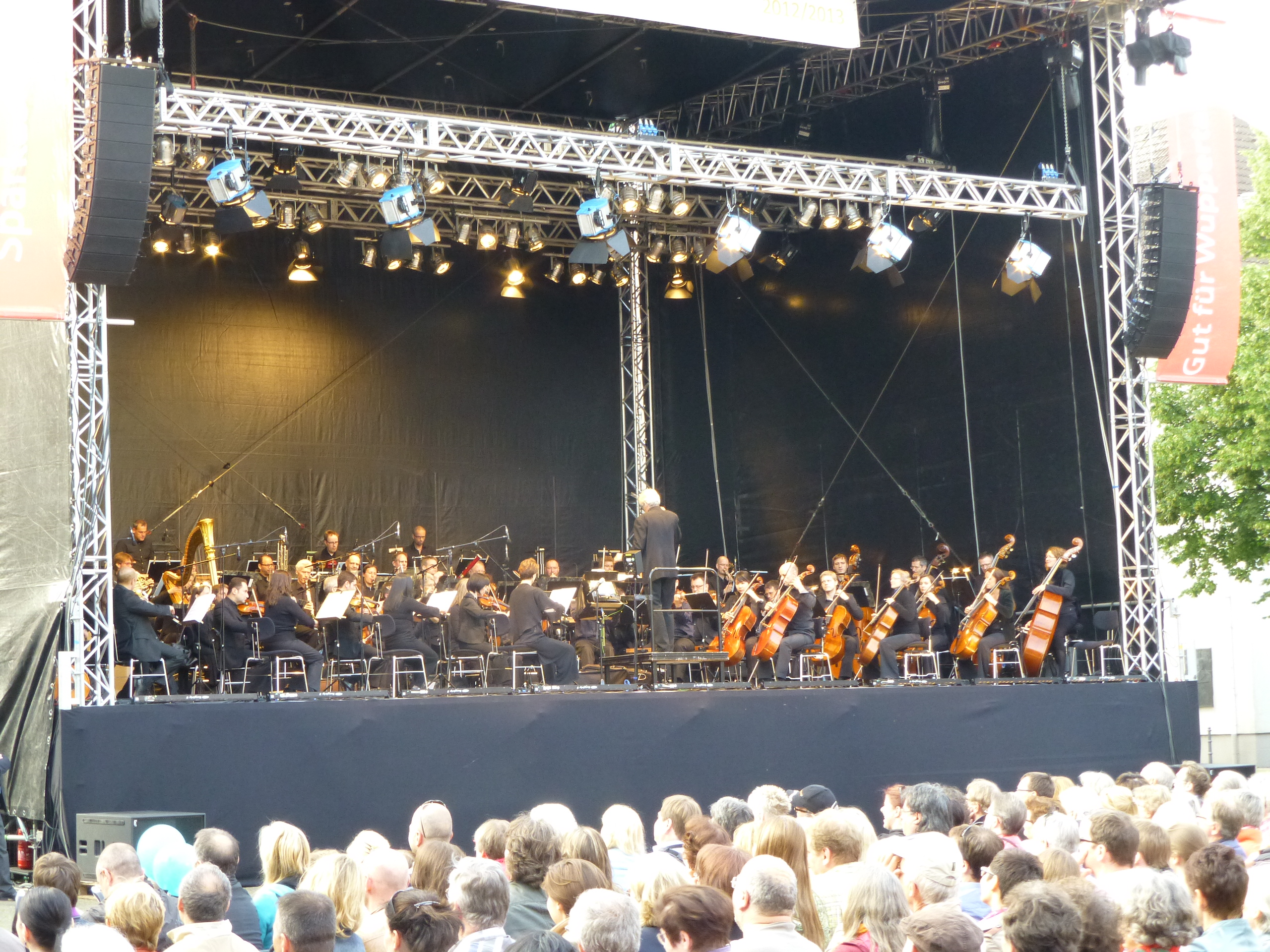
Симфонический оркестр Вупперталя на концерте под открытым небом 12 июля 2013 г., дирижёр М. А. Шлингензипен

Симфонический оркестр Вупперталя (нем. Sinfonieorchester Wuppertal) — немецкий симфонический оркестр, базирующийся в Вуппертале. Возник в 1919 году как Объединённый оркестр Эльберфельда и Бармена (нем. Vereinigte Städtische Orchester Elberfeld — Barmen), за 10 лет до объединения этих городов в нынешний Вупперталь. Основу этого коллектива составила Эльберфельдская капелла (нем. Elberfelder Kapelle), отколовшаяся в 1862 году от оркестра, основанного в 1845 году Юлиусом Лангенбахом — сперва в качестве личного проекта, затем, в 1854—1869 гг., под покровительством местного мецената Абрахама Кюппера и под названием Иоганнисбергской капеллы (нем. Johannisberger Kapelle, по возвышающейся посреди Эльберфельда горе Иоганнисберг); оркестр Лангенбаха в дальнейшем перебрался в Бонн, а отколовшаяся часть осталась в Эльберфельде и с 1886 г. финансировалась муниципалитетом. Другим участником слияния 1919 года выступило Барменское оркестровое общество (нем. Barmer Orchesterverein), основанное в 1874 году.
В XIX веке с Эльберфельдской капеллой выступали как солисты или дирижёры Клара Шуман, Йозеф Иоахим, Иоганнес Брамс и Макс Брух, с Барменским оркестром в 1900 году выступил как приглашённый дирижёр Рихард Штраус. В молодые годы в Эльберфельде работали Отто Клемперер (1913—1914) и Эрих Клейбер (1919—1921). Франц фон Хёсслин, первый заметный музыкант во главе объединённого оркестра, привил коллективу интерес как к барочной музыке, так и к современному репертуару (Пауль Хиндемит, Артюр Онеггер, Арнольд Шёнберг, Игорь Стравинский). Среди исполненных оркестром премьер — фортепианный концерт Фредерика Делиуса (1904), Сюита для оркестра Вольфганга Фортнера (1930), 17-я симфония Аллана Петтерссона (1993). 
Среди записей оркестра преобладает позднеромантический репертуар, он также участвует в записи киномузыки.

## Руководители оркестра

### Эльберфельдская капелла
- Рихард Шульц (1862—1865)
- Вилли Гуткинд (1865—1883)
- Юлиус Бутс (1883—1901)
- Ханс Хайм (1901—1920)

### Объединённый оркестр Эльберфельда и Бармена
- Герман фон Шмайдель (1921—1924)
- Франц фон Хёсслин (1926—1932)

### Симфонический оркестр Вупперталя
- Хельмут Шнакенбург (1932—1937)
- Фриц Леман (1939—1946)
- Ханс Вайсбах (1947—1955)
- Ханс-Георг Ратьен (1955—1961)
- Мартин Штефани (1961—1963)
- Ханс-Мартин Шнайдт (1963—1985)
- Петер Гюльке (1986—1996)
- Штефан Климе (1996—1998, и. о.)
- Джордж Хансон (1998—2004)
- Тосиюки Камиока (с 2004 г.)